# Kalakukko

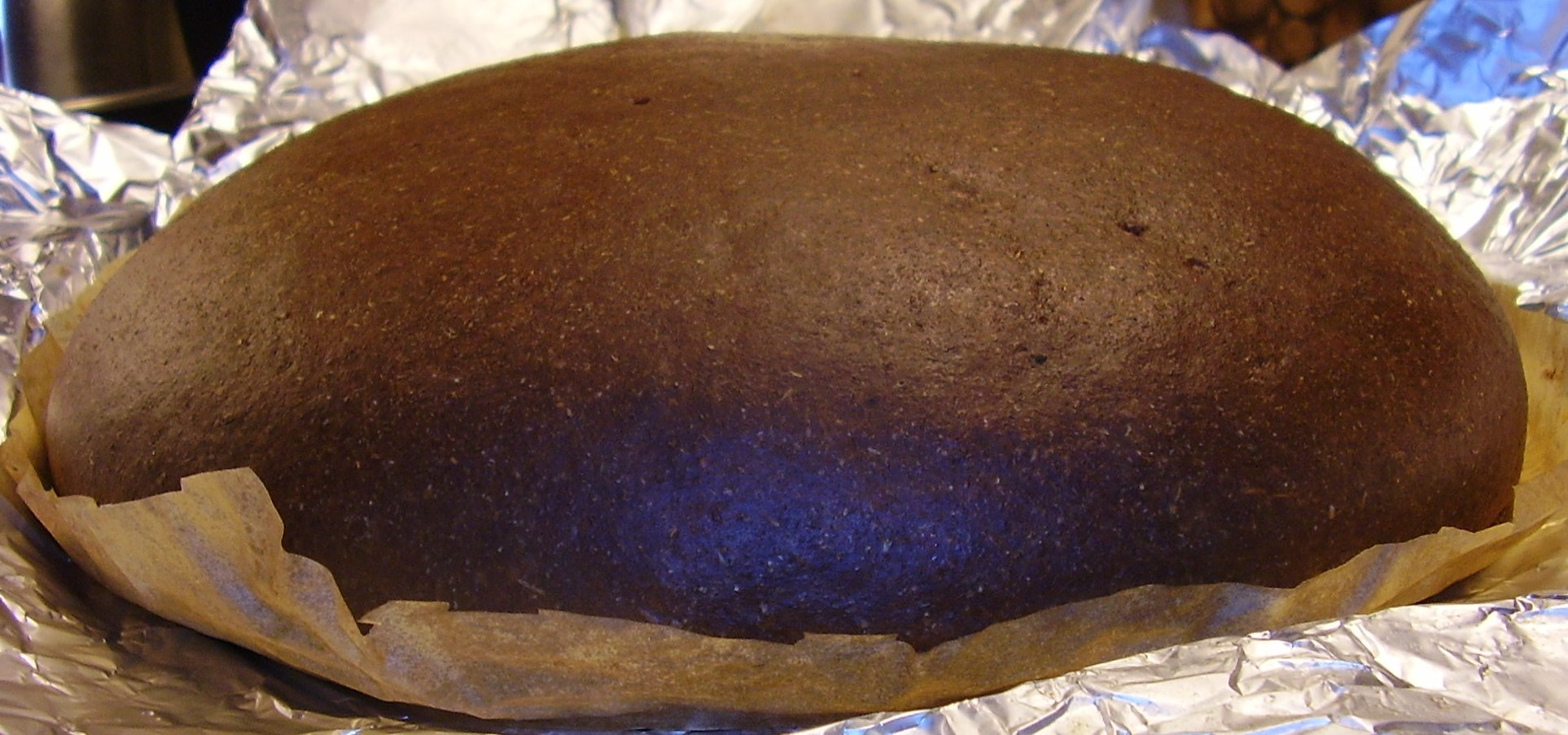
Kalakukko

Kalakukko ist ein traditionelles Gericht der finnischen Region Savo. Es handelt sich dabei um in Brot gebackenen Fisch. Kala ist finnisch und bedeutet Fisch, und kukko Hahn; hier aber hat kukko nichts mit Hühnern zu tun, sondern bedeutet Verstecken oder Einpacken, ähnlich wie das Wort kukkaro, Geldbörse. Ursprünglich war dieser „Fischhahn“ als Mittagsspeise für die örtlichen Bauern und Fischer gedacht.
Traditionsgemäß wird Kalakukko mit Roggenmehl zubereitet, obwohl häufig auch Weizen hinzugefügt wird, um den Teig geschmeidiger zu machen. Die Füllung besteht aus Barsch oder Maränen, Schweinefleisch und grünem Speck. Wenn das Schweinefleisch noch nicht gesalzen ist, wird die Füllung mit Dill und Salz gewürzt. Nachdem er vier bis fünf Stunden lang gebacken worden ist, sieht der Kalakukko wie ein großer Roggenbrotlaib aus. Wenn er richtig zubereitet wurde, hält Kalakukko für eine lange Zeit, z. B. sechs Wochen. Traditionell wird er mit Buttermilch oder Milch serviert.